# Conraua
Conraua är ett släkte av groddjur som beskrevs av Nieden 1908. Enligt Amphibian Species of the World är släktet ensam i familjen Conrauidae.
Tillhörande arter förekommer i tropiska delar av västra Afrika. Avskilda populationer hittades i Etiopien och Eritrea.
Arter enligt Catalogue of Life:
- Conraua alleni
- Conraua beccarii
- Conraua crassipes
- Conraua derooi
- Conraua goliath
- Conraua robusta